# Labatmale
Labatmale é uma comuna francesa na região administrativa da Nova Aquitânia, no departamento dos Pirenéus Atlânticos. Estende-se por uma área de 3,31 km². Em 2010 a comuna tinha 257 habitantes (densidade: 77,6 hab./km²).